# Le Mesnil-Ozenne
Le Mesnil-Ozenne är en kommun i departementet Manche i regionen Normandie i norra Frankrike. Kommunen ligger i kantonen Ducey som tillhör arrondissementet Avranches. År 2022 hade Le Mesnil-Ozenne 269 invånare.

## Befolkningsutveckling
Antalet invånare i kommunen Le Mesnil-Ozenne
| Referens: INSEE |